# Brasil-Japão em futebol
Este é o histórico dos resultados dos confrontos de futebol entre Brasil e Japão.

## Masculino

### Seleção principal
Essas foram as partidas entre as seleções principais:
| Nª | Data                   | Cidade         | País       | Mandante | Placar | Visitante | Competição                              |
| -- | ---------------------- | -------------- | ---------- | -------- | ------ | --------- | --------------------------------------- |
| 1  | 23 de julho de 1989    | Rio de Janeiro | Brasil     | Brasil   | 1 – 0  | Japão     | Jogo amigável                           |
| 2  | 6 de junho de 1995     | Liverpool      | Inglaterra | Brasil   | 3 – 0  | Japão     | Jogo amigável                           |
| 3  | 9 de agosto de 1995    | Tóquio         | Japão      | Japão    | 1 – 5  | Brasil    | Jogo amigável                           |
| 4  | 13 de agosto de 1997   | Osaka          | Japão      | Japão    | 0 – 3  | Brasil    | Jogo amigável                           |
| 5  | 31 de março de 1999    | Tóquio         | Japão      | Japão    | 0 – 2  | Brasil    | Jogo amigável                           |
| 6  | 4 de junho de 2001     | Kashima        | Japão      | Brasil   | 0 – 0  | Japão     | Copa das Confederações de 2001, grupo B |
| 7  | 22 de junho de 2005    | Colónia        | Alemanha   | Japão    | 2 – 2  | Brasil    | Copa das Confederações de 2005, grupo B |
| 8  | 22 de junho de 2006    | Dortmund       | Alemanha   | Japão    | 1 – 4  | Brasil    | Copa do Mundo de 2006, grupo F          |
| 9  | 16 de outubro de 2012  | Wrocław        | Polónia    | Japão    | 0 – 4  | Brasil    | Jogo amigável                           |
| 10 | 15 de junho de 2013    | Brasília       | Brasil     | Brasil   | 3 – 0  | Japão     | Copa das Confederações de 2013, grupo A |
| 11 | 14 de outubro de 2014  | Singapura      | Singapura  | Brasil   | 4 – 0  | Japão     | Jogo Amigável                           |
| 12 | 30 de julho de 2016    | Goiânia        | Brasil     | Brasil   | 2 – 0  | Japão     | Jogo Amigável                           |
| 13 | 10 de novembro de 2017 | Lille          | França     | Japão    | 1 – 3  | Brasil    | Jogo Amigável                           |
| 14 | 6 de junho de 2022     | Tóquio         | Japão      | Japão    | 0 – 1  | Brasil    | Jogo Amigável                           |

#### Estatísticas
Até 15 de outubro de 2014'
| Casa | Fora | Total | Brasil – Japão | Total | Fora | Casa |
| ---- | ---- | ----- | -------------- | ----- | ---- | ---- |
| 2    | 10   | 12    | Jogos          | 12    | 7    | 5    |
| 2    | 8    | 10    | Vitórias       | 0     | 0    | 0    |
| 0    | 2    | 2     | Empates        | 2     | 1    | 1    |
| 0    | 0    | 0     | Derrotas       | 10    | 6    | 4    |
| 4    | 24   | 28    | Golos marcados | 4     | 3    | 1    |
| 0    | 4    | 4     | Golos sofridos | 28    | 17   | 11   |

### Seleção Sub-20
Essas foram as partidas entre as seleções Sub-20:
| Nª | Data                   | Cidade | País                   | Mandante | Placar | Visitante | Competição                                   |
| -- | ---------------------- | ------ | ---------------------- | -------- | ------ | --------- | -------------------------------------------- |
| 1  | 23 de abril de 1995    | Doha   | Catar                  | Brasil   | 2 – 1  | Japão     | Campeonato Mundial de 1995, quartas-de-final |
| 2  | 12 de dezembro de 2003 | Dubai  | Emirados Árabes Unidos | Japão    | 1 – 5  | Brasil    | Campeonato Mundial de 2003, quartas-de-final |

#### Estatísticas
Até 23 de outubro de 2012'
| Casa | Fora | Total | Brasil – Japão | Total | Fora | Casa |
| ---- | ---- | ----- | -------------- | ----- | ---- | ---- |
| 0    | 2    | 2     | Jogos          | 2     | 2    | 0    |
| 0    | 2    | 2     | Vitórias       | 0     | 0    | 0    |
| 0    | 0    | 0     | Empates        | 0     | 0    | 0    |
| 0    | 0    | 0     | Derrotas       | 2     | 2    | 0    |
| 0    | 7    | 7     | Golos marcados | 2     | 2    | 0    |
| 0    | 2    | 2     | Golos sofridos | 7     | 7    | 0    |

### Seleção Sub-17
Essas foram as partidas entre as seleções sub-17 masculinas:
| Nª | Data                  | Cidade    | País    | Mandante | Placar | Visitante | Competição                                     |
| -- | --------------------- | --------- | ------- | -------- | ------ | --------- | ---------------------------------------------- |
| 1  | 24 de outubro de 2009 | Lagos     | Nigéria | Brasil   | 3 – 2  | Japão     | Copa do Mundo Sub-17 de 2009, grupo B          |
| 2  | 3 de julho de 2011    | Querétaro | México  | Japão    | 2 – 3  | Brasil    | Copa do Mundo Sub-17 de 2011, quartas-de-final |

#### Estatísticas
Até 23 de outubro de 2012'
| Casa | Fora | Total | Brasil – Japão | Total | Fora | Casa |
| ---- | ---- | ----- | -------------- | ----- | ---- | ---- |
| 0    | 2    | 2     | Jogos          | 2     | 2    | 0    |
| 0    | 2    | 2     | Vitórias       | 0     | 0    | 0    |
| 0    | 0    | 0     | Empates        | 0     | 0    | 0    |
| 0    | 0    | 0     | Derrotas       | 2     | 2    | 0    |
| 0    | 6    | 6     | Golos marcados | 4     | 4    | 0    |
| 0    | 4    | 4     | Golos sofridos | 6     | 6    | 0    |